# Chačimčer
Il Chačimčer (anche traslitterato come Hačimčer, Khačimčer o Khachimcher) è un fiume della Russia siberiana nordorientale, affluente di sinistra della Ujandina nel bacino della Indigirka.
Nasce dal versante meridionale delle alture Polousnyj, scorrendo successivamente per quasi tutto il suo corso nel bassopiano di Abyj, in una zona ricca di laghi (circa 600, per complessivi 124 km² di superficie), ricevendo numerosi piccoli corsi d'acqua fra i quali il maggiore è la Večernaja (59 km), confluente dalla sinistra idrografica.
Il fiume non incontra alcun centro abitato di qualche importanza in tutto il suo corso; è gelato, mediamente, dalla prima metà di ottobre a fine maggio o ai primi di giugno.